# Трстеник (Пећ)
Трстеник (алб. Trestenik) је насељено место у општини Пећ, на Косову и Метохији. Према попису становништва из 2011. у насељу је живело 700 становника.

## Становништво
Према попису из 2011. године, Трстеник има следећи етнички састав становништва:
| Националност | 2011.        |
| Албанци      | 672 (96,00%) |
| Роми         | 20 (2,86%)   |
| Ашкалије     | 8 (1,14%)    |
| Укупно       | 700          |

| Демографија | Демографија | Демографија |
| Година      | Становника  | Становника  |
| ----------- | ----------- | ----------- |
| 1948.       | 472         |             |
| 1953.       | 432         |             |
| 1961.       | 521         |             |
| 1971.       | 673         |             |
| 1981.       | 789         |             |
| 1991.       | 867         |             |
| 2011.       | 700         |             |